# Francisca Nazareth
Francisca Ramos Ribeiro Nazareth Sousa (nascida em 17 de novembro de 2002), também conhecida como Francisca Nazareth ou Kika Nazareth,é uma futebolista profissional portuguesa que joga como atacante ou meio-campista do Barcelona e da seleção de Portugal.

## Carreira no clube
Francisca Nazareth estreou-se na equipa principal do Benfica aos 16 anos e assinou o primeiro contrato com profissional, com o clube a 7 de outubro de 2020, aos 17 anos.
Francisca Nazareth estreou-se pela seleção de Portugal a 4 de março de 2020, entrando como suplente de Carolina Mendes frente à Itália na Taça Algarve 2020. Ela marcou seus primeiros golos pela seleção de Portugal em 22 de junho de 2022 em um amigável contra a Grécia, marcando dois golos na primeira parte, na vitória por 4 a 0 para Portugal. Em 30 de maio de 2023, ela foi incluída na seleção de 23 jogadores para a Copa do Mundo Feminina da FIFA 2023.

## Honras
Benfica
- Campeonato Nacional Feminino : 2020–21, 2021–22, 2022–23, 2023-24
- Campeonato Nacional II Divisão Feminino : 2018–19
- Taça da Liga : 2019–20, 2020–21, 2022–23, 2023-24
- Taça de Portugal : 2023-24
- Supertaça de Portugal : 2022, 2023

FC Barcelona
- Supercopa de España Femenina: 2025